# 塔拉加博達斯火山
塔拉加博達斯火山是印度尼西亞的火山，位於爪哇島西部，行政方面由西爪哇省負責管轄，海拔高度2,201米，由安山岩和火山碎屑岩形成，火山湖附近有火山噴氣孔和溫泉，湖水顏色在1913年和1921年曾經發生變化。